# Higbee (Missouri)
Higbee è un comune degli Stati Uniti d'America, situato nello Stato del Missouri, nella contea di Randolph.